# فرج (ترانه ایگی آزیلیا)
«فرج» (به انگلیسی: Pu$$y) ترانه‌ای از رپر استرالیایی ایگی آزیلیا می‌باشد که در نخستین میکس‌تیپ وی تحت عنوان هنر نادانی (۲۰۱۱) قرار دارد. آزیلیا موزیک ویدئو این ترانه را در اوت سال ۲۰۱۱ بر روی یوتیوب منتشر نمود که منجر به پیشرفت این رپر در جوانی شد.